# 은지코모에주

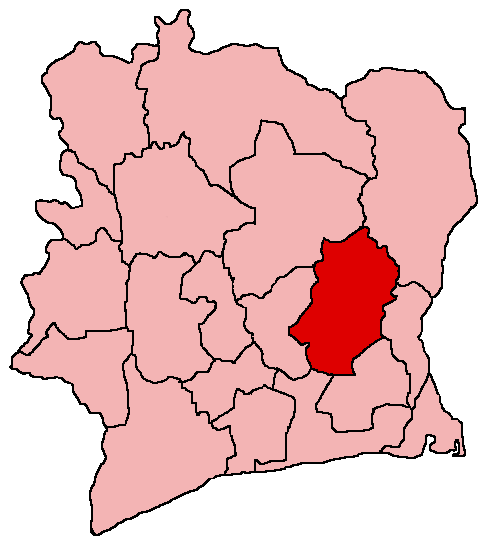
은지코모에주

은지코모에주(프랑스어: N'zi-Comoé)는 코트디부아르에 존재했던 행정 구역이다. 주도는 딤보크로(Dimbokro)이며 면적은 19,560km2, 인구는 909,800명(2002년 기준)이었다. 5개의 하위 행정 구역(보캉다, 봉구아누, 다우크로, 딤보크로, 음바이아크로)을 관할했다.